# Maestro di Avila
Il Maestro di Avila (fl. XV secolo) è stato un pittore anonimo spagnolo attivo in Castiglia nella seconda metà del XV secolo.
L'anonimo artista, riprendendo alcuni temi iconografici d'origine fiamminga, tende ad accentuare l'espressione realistica delle figure.
Al maestro sono da assegnare: tre Scene della vita della Vergine (El Barco de Ávila), il Retablo di San Vincenzo (Avila) ed il Trittico della Natività (Madrid, Museo Lázaro Galdiano), già nel convento di Avila. Tra i discepoli dell'anonimo si segnalano: il Maestro di Geria, il Maestro dei Garofani e il Primo Maestro di Avila. Come identificazione è stata proposta tal Garcia del Barco, pittore citato ad Avila in numerosi documenti tra il 1465 e il 1473.